# Julia Kaergel

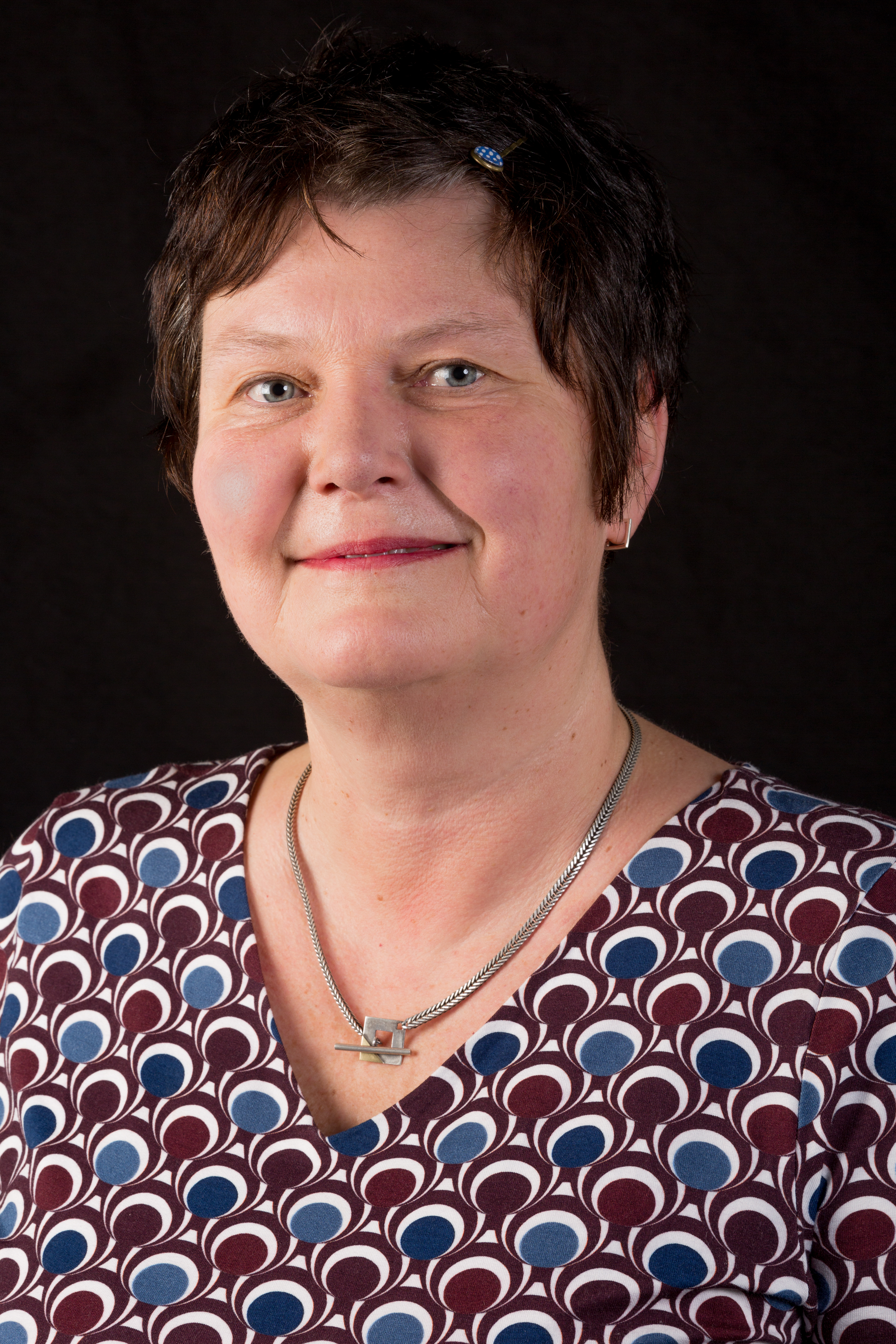
Julia Kaergel auf der Frankfurter Buchmesse 2017

Julia Kaergel (* 1965 in Hamburg) ist eine deutsche Buchillustratorin und Zeichnerin.

## Leben
Kaergel ist in Hamburg aufgewachsen. Sie studierte von 1992 bis 1999 an der Hochschule für Angewandte Wissenschaften Hamburg im Fachbereich Gestaltung, Illustration und Kommunikationsdesign, Illustration bei Rüdiger Stoye und im Fachbereich Malerei bei Eun Nim Ro und Dieter Glasmacher. Ihr Studium schloss sie mit dem Diplom ab. Nach dem Studium hat sie als freischaffende Künstlerin ein Atelier in den ehemaligen Palminwerken in Wilhelmsburg bezogen. Seit 2001 gibt sie Malworkshops für Künstler und Studenten, Kinder und Erwachsene. 2004 war sie an der Gründung der Künstlerinnengruppe m.art.a beteiligt. 2005 veranstaltete sie einen Malworkshop für Kinder und Lektoren am Goethe-Institut in Beirut und hatte 2008 einen sechswöchigen Lehrauftrag im Sudan für einheimische Künstler. Seit 2008 lebt sie in Schleswig-Holstein. 2010 wirkte sie für das Goethe-Institut in Jakarta in Indonesien. 2011 gab sie workshops in Bangladesh, Dhaka, Indonesien, Yogjakarta. 2013 führte ihre Workshopreise durch Seoul, Peking, Donnguan, Guangzhou, Hongkong. 2013 hielt sie Veranstaltungen auf den Buchfestivals AFCC in Singapore und Jumpstart in New Delhi.
Ihre Illustrationen, Zeichnungen, großformatigen Holzschnitte, Objekte und Bücher waren in Ausstellungen zu sehen. Für die Sendung mit der Maus, ARD und Siebenstein, ZDF sind mehrere aminierte Trickfilme entstanden. Hierbei verwendet sie die Technik des Legetricks, in der Figuren und Gegenstände in Einzelteile zerlegt und anschließend animiert werden. Für den WDR hat Kaergel Bühnenbilder für das Familienprogramm erstellt, die im Bluebox-Verfahren während der Ausstrahlung eingefügt wurden.
Kaergel hat auch für Computerspiele wie „Mein Pferdehof“ und „Mein Pferdehof 2“ als Artist gearbeitet. Sie nutzt hierfür sowohl digitale als auch traditionelle Techniken für ihre Kreationen.

## Werke
Kaergel hat 30 Bücher für Kinder und Erwachsene veröffentlicht, zahlreiche Buchcover und Spiele gestaltet. Einzelne Titel wurden in andere Sprachen übersetzt. Ihre Bücher wurden unter anderem mit dem „Schnabelsteher Preis“ der Stadt Braunschweig und einer Nominierung für den Jugendliteraturpreis mit dem Bilderbuch Mimi von Doris Dörrie ausgezeichnet.
Liste der Publikationen von Julia Kaergel seit 1998 sortiert nach Erscheinungsjahr (Auszug)
- Julia Kaergel: „Schreib MAL! Coole Schriften & Buchstabensalat“ Kreativbuch, PRESTEL Verlag, 2013
- Julia Kaergel: „DRUCKMAL! Finger-, Obst-, Kartoffelkunst“ Kreativbuch, PRESTEL Verlag, 2013
- Tom Grote: „Du fehlst mir so“ Geschenkbuch, Herder Verlag, 2012
- Silke Vry: „Mitmachbuch OLYMPIA“ Prestel Verlag, 2012
- Julia Kaergel: „Die ganze Welt - ist voller Blumen“ Gerstenberg, 2012
- Julia Kaergel: „Mein Zuhause“ Carlsen Verlag, 2011
- Gaby Rebling: „Mit Oskar ins Weltall“, Vorlese-Sachbuch, Oetinger Verlag, 2010
- Gaby Rebling: „Oskar gibt Gas“, Vorlese-Sachbuch, Oetinger Verlag, 2010
- Doris Dörrie: "Lotte langweilt sich" Bilderbuch, Ravensburger Buchverlag, 2009
- Doris Dörrie: „Mimi und Mozart“ Bilderbuch, Diogenes Verlag, 2006